# Шкяуне

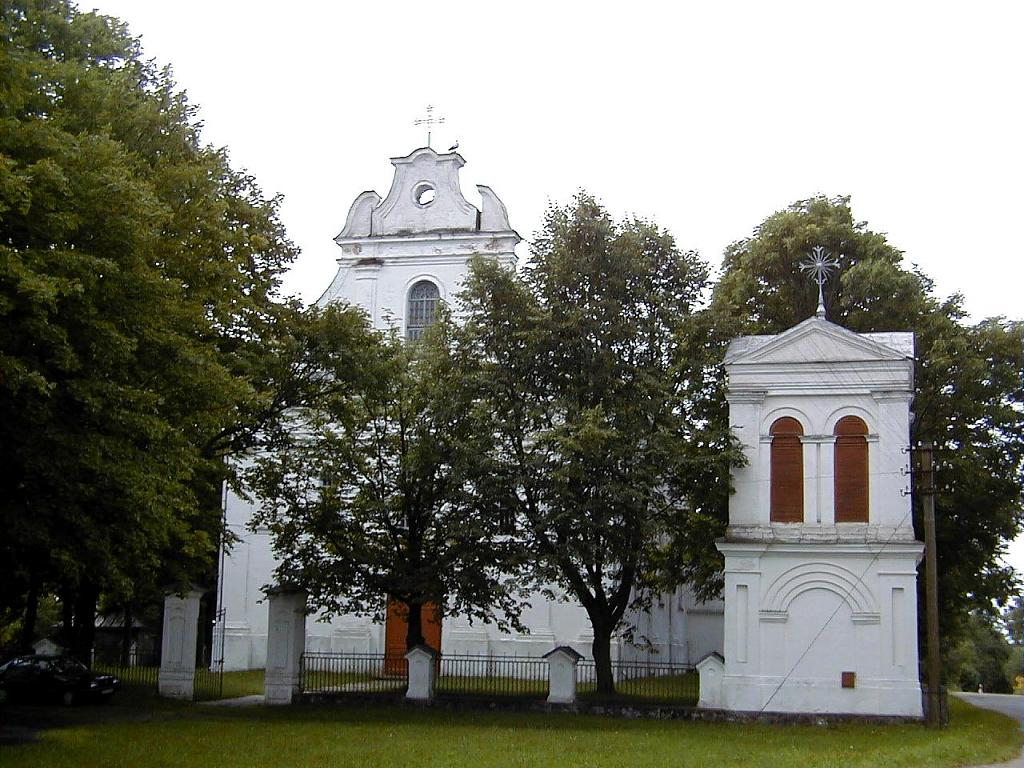
Ландскоронский костёл

Шкя́уне (латыш. Šķaune) — населённый пункт в Краславском крае Латвии, административный центр Шкяунской волости. Находится у латвийско-белорусской границы, рядом с региональной автодорогой P52 (Зилупе — Шкяуне — Эзерниеки). Расстояние до города Краслава составляет около 77 км.
По данным на 2021 год, в населённом пункте проживало 273 человека. Есть волостная администрация, начальная школа, общественный центр, библиотека, почтовое отделение.

## История
Ранее село являлось центром поместья Ландскорона.
Построенная в 1828 году католическая Ландскоронская церковь является памятником архитектуры. В 1930-е годы в церкви работал органист Болеслав Ермак (1890—1970), здесь родился его сын, латвийский композитор Ромуалдс Ермакс.
18 июля 1944 года Шкяуне стал первым населённым пунктом на территории Латвии, освобождённым от нацистов частями 43-й гвардейской Латышской стрелковой дивизии, о чём гласила мемориальная доска на здании волостой администрации (демонтирована в 2022 году).
В советское время населённый пункт был центром Шкяунского сельсовета Краславского района. В селе располагалась центральная усадьба совхоза «Шкяуне».